# Sembawang Rangers FC
Der Sembawang Rangers Football Club war ein Fußballverein aus Singapur. Er spielte bis zu seiner Auflösung 2003 in der S. League, der höchsten Liga Singapurs. Der Verein war ansässig im Stadtteil Yishun. 

## Geschichte
Der Verein wurde 1996 als Fusion zwischen Gibraltar Crescent und dem Sembawang Sports Club gegründet. Von 1996 bis zur Auflösung 2003 spielte der Verein in der ersten Singapurischen Liga. Nach einer Liga-Umgestaltung wurde der Verein zum Ende der Saison 2003 aufgelöst.

## Stadion
Seine Heimspiele trug der Verein im Yishun Stadium in Yishun aus. Die Sportstätte hat ein Fassungsvermögen von 3400 Personen. 

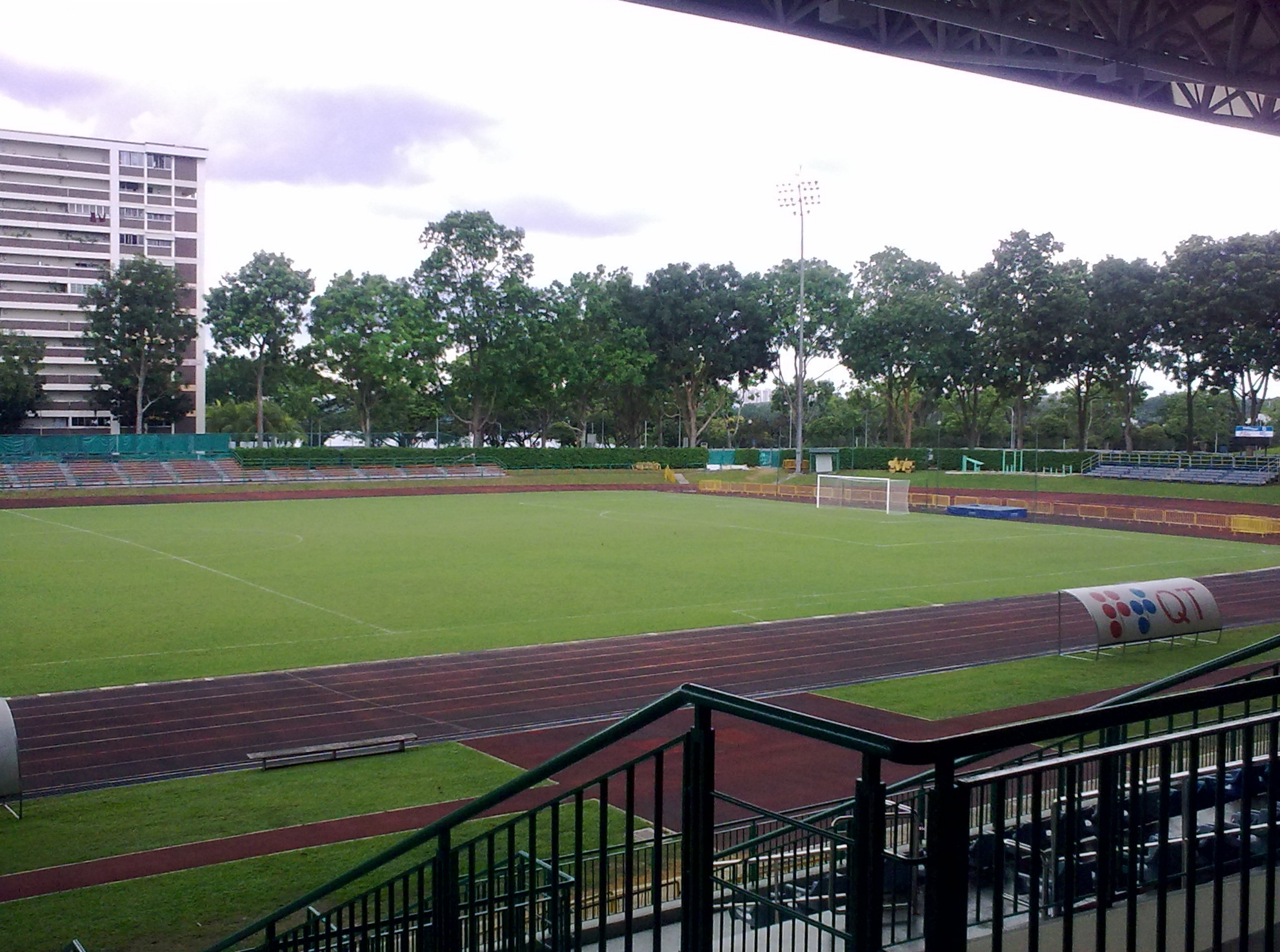
Yishun Stadium (2009)

Koordinaten: 1° 24′ 44,6″ N, 103° 49′ 56,4″ O

## Trainer von 1997 bis 2004
| Name                | Zeit beim Sembawang Rangers FC | Zeit beim Sembawang Rangers FC |
| Name                | von                            | bis                            |
| ------------------- | ------------------------------ | ------------------------------ |
| Jita Singh          | 1. Oktober 1997                | 31. Dezember 1998              |
| Vorawan Chitavanich | 1. Januar 1999                 | 31. Dezember 2003              |
| Witthaya Laohakul   | 1. Juli 2002                   | 30. Juni 2004                  |

## Ehemalige Spieler
| - Noh Alam Shah - Gary Blissett - Thawatchai Damrong-Ongtrakul - Juma'at Jantan - Mirko Jurilj - Scott Miller - Nazri Nasir - Lutz Pfannenstiel - Ross Nicholson - Shariff Abdul Samat - Imran Sahib - Sevki Sha’ban - Goh Tat Chuan | - Teerasak Po-on - Niweat Siriwong - Tawan Sripan - Ignacio Tuhuteru - Kritsana Wongbudee - Yazid Yasin - Shukor Zailan - Akihiro Nakamura - Tawan Sripan - Shukor Zailan - Juma'at Jantan - Manis Lamond - Pitipong Kuldilok |  |

## Saisonplatzierung
| Saison   | Liga      | Liga  | Liga   | Liga | Liga | Liga | Liga  | Liga   | Liga     | Pokal         |
| Saison   | Liga      | Level | Spiele | S    | U    | N    | Tore  | Punkte | Position | Singapore Cup |
| -------- | --------- | ----- | ------ | ---- | ---- | ---- | ----- | ------ | -------- | ------------- |
| 1996 / 1 | S. League | 1     | 14     | 3    | 4    | 7    | 17:32 | 13     | 7.       | Vorrunde      |
| 1996 / 2 | S. League | 1     | 14     | 4    | 3    | 7    | 14:23 | 15     | 6.       | Vorrunde      |
| 1997     | S. League | 1     | 16     | 1    | 5    | 10   | 19:37 | 8      | 8.       | Halbfinale    |
| 1998     | S. League | 1     | 20     | 6    | 1    | 13   | 18:37 | 19     | 8.       | Vorrunde      |
| 1999     | S. League | 1     | 22     | 5    | 8    | 9    | 30:36 | 23     | 8.       | Vorrunde      |
| 2000     | S. League | 1     | 22     | 5    | 7    | 10   | 17:37 | 22     | 9.       | Vorrunde      |
| 2001     | S. League | 1     | 33     | 8    | 7    | 18   | 45:80 | 31     | 8.       | Vorrunde      |
| 2002     | S. League | 1     | 33     | 15   | 5    | 13   | 59:67 | 50     | 6.       | Viertelfinale |
| 2003     | S. League | 1     | 33     | 11   | 5-7  | 15   | 37:56 | 35     | 9.       | Vorrunde      |